# BMW Série 7 (E38)
 (juillet 2022).
La mise en forme du texte ne suit pas les recommandations de Wikipédia : il faut le « wikifier ».
Les points d'amélioration suivants sont les cas les plus fréquents. Le détail des points à revoir est peut-être précisé sur la page de discussion.
- Les titres sont pré-formatés par le logiciel. Ils ne sont ni en capitales, ni en gras.
- Le texte ne doit pas être écrit en capitales (les noms de famille non plus), ni en gras, ni en italique, ni en « petit »…
- Le gras n'est utilisé que pour surligner le titre de l'article dans l'introduction, une seule fois.
- L'italique est rarement utilisé : mots en langue étrangère, titres d'œuvres, noms de bateaux, etc.
- Les citations ne sont pas en italique mais en corps de texte normal. Elles sont entourées par des guillemets français : « et ».
- Les listes à puces sont à éviter, des paragraphes rédigés étant largement préférés. Les tableaux sont à réserver à la présentation de données structurées (résultats, etc.).
- Les appels de note de bas de page (petits chiffres en exposant, introduits par l'outil «  Source ») sont à placer entre la fin de phrase et le point final[comme ça].
- Les liens internes (vers d'autres articles de Wikipédia) sont à choisir avec parcimonie. Créez des liens vers des articles approfondissant le sujet. Les termes génériques sans rapport avec le sujet sont à éviter, ainsi que les répétitions de liens vers un même terme.
- Les liens externes sont à placer uniquement dans une section « Liens externes », à la fin de l'article. Ces liens sont à choisir avec parcimonie suivant les règles définies. Si un lien sert de source à l'article, son insertion dans le texte est à faire par les notes de bas de page.
- La présentation des références doit suivre les conventions bibliographiques. Il est recommandé d'utiliser les modèles {{Ouvrage}}, {{Chapitre}}, {{Article}}, {{Lien web}} et/ou {{Bibliographie}}. Le mode d'édition visuel peut mettre en forme automatiquement les références.
- Insérer une infobox (cadre d'informations à droite) n'est pas obligatoire pour parachever la mise en page.

Pour une aide détaillée, merci de consulter Aide:Wikification.
Si vous pensez que ces points ont été résolus, vous pouvez retirer ce bandeau et améliorer la mise en forme d'un autre article.
 (juillet 2022).
La BMW E38 est la troisième génération de la Série 7 du constructeur automobile allemand BMW. Produite de 1994 à 2001, cette berline luxueuse représentait alors le haut de gamme BMW. Un large choix de moteurs essence et diesel — 6 cylindres en ligne, V8 et V12 — ainsi que trois empattements — court, long (L) et limousine (L7) — étaient disponibles.
La E38 a succédé à la E32. Elle était la première voiture équipée de coussins gonflables de sécurité (« airbags ») rideaux, la première voiture d’un constructeur européen proposant un système de navigation par satellite GPS d'usine et la première BMW disposant de l’option télévision. C’est également la première Série 7 disponible avec un moteur Diesel. La version spéciale 750hL présentée en 2000 en fait aussi la première voiture de série fonctionnant à l’hydrogène.
Elle est remplacée par la E65 en 2001. La E38 est célèbre pour être apparue dans plusieurs films tels que Demain ne meurt jamais et Le Transporteur.

## Historique du modèle
Le développement de la troisième génération de Série 7 débute en 1988. Le travail sur le design s’étend de 1988 à 1990 sous la direction de Claus Luthe puis de Wolfgang Reitzle. Le concept du design est l’œuvre de Boyke Boyer.
Le design final est approuvé en février 1991. Les brevets sont déposés Allemagne le 27 avril 1993 puis aux États-unis le 27 octobre 1993.
La production des modèles de présérie débute le 23 juillet 1993. Une conférence de presse est organisée le 18 février 1994 pour présenter la nouvelle Série 7. La production en série démarre en avril 1994 pour le lancement allemand en juin 1994 avec la 730i et la 740i. La production de la 750i commence en novembre 1994.
La E38 conserve les éléments caractéristiques du style BMW tels que les doubles phares (qui sont désormais carénés), la calandre en forme de haricot, le pli Hofmeister et l’instrumentation orientée vers le conducteur. Cependant, elle abandonne les feux arrière en forme de L de sa devancière au profit de nouveaux optiques de forme trapézoïdale.

### Moteurs
Lors du lancement sur le marché en juin 1994, les modèles 730i et 740i étaient initialement proposés avec le moteur huit cylindres en V M60 d'une cylindrée de 3,0 ou 4,0 litres. Alors que la 730i était livrée de série avec une transmission manuelle à cinq vitesses, la 740i a reçu une nouvelle transmission manuelle à six vitesses. La BMW 750i a suivi à l'automne 1994, avec le moteur douze cylindres en V M73 d'une cylindrée de 5,4 litres et d'une puissance de 240 kW (326 ch). Il est couplé à une transmission automatique à cinq rapports. À l'automne 1995, le moteur six cylindres en ligne M52 de 142 kW (193 ch) de la 728i a été introduit en tant que nouveau moteur de base.
En mars 1996, les moteurs M60 ont été remplacés par la nouvelle gamme de moteurs M62. La cylindrée des moteurs de 3,0 et 4,0 litres a été augmentée à 3,5 litres (735i) et 4,4 litres (toujours appelés 740i) respectivement. Le couple maximal est passé de 290 N m à 320 N m pour la 735i et de 400 N m à 420 N m pour la 740i. La 735i délivre désormais 175 kW (235 ch) au lieu de 160 kW (218 ch). La puissance nominale de la 740i est restée inchangée à 210 kW (286 ch). À partir d'avril 1996, la 725tds était disponible avec un moteur diesel six cylindres à injection à chambre de turbulence de 105 kW (143 ch).

### Technologie et innovation
À partir de septembre 1994, un système de navigation par satellite GPS était proposé en option pour la BMW E38. C'était la première voiture d'un constructeur européen disponible d’usine avec un système de navigation en option. Son moniteur 4:3 (puis 16:9 à partir de 2000) offre également une fonction TV (analogique), qui ne peut être utilisée que lorsque le véhicule est à l'arrêt.
En avril 2000, le régulateur de vitesse adaptatif (appelé ACC pour Active Cruise Control) est proposé en option dans certains pays faisant de la BMW E38 l’une des premières voitures au monde équipée de cette technologie.

### Équipements
De nombreux autres équipements étaient disponibles de série ou en option tels que le volant multifonctions, la boîte automatique Steptronic, l’ordinateur de bord, le téléphone à commandes vocales, les radars de stationnement (PDC), les rétroviseurs électrochromes, les sièges électriques à mémorisation, les sièges chauffants, le volant chauffant, le réglage électrique du volant, le toit ouvrant électrique, l’ouverture/fermeture du coffre électrique, le détecteur de pluie, les phares au xénon, le chargeur 6 CD, le contrôle de pression des pneus (RDC), le réglage électronique des amortisseurs (EDC), le contrôle dynamique de stabilité (DSC), la climatisation automatique multi-zones, le store pare-soleil électrique, le chauffage auxiliaire etc…

### Variantes

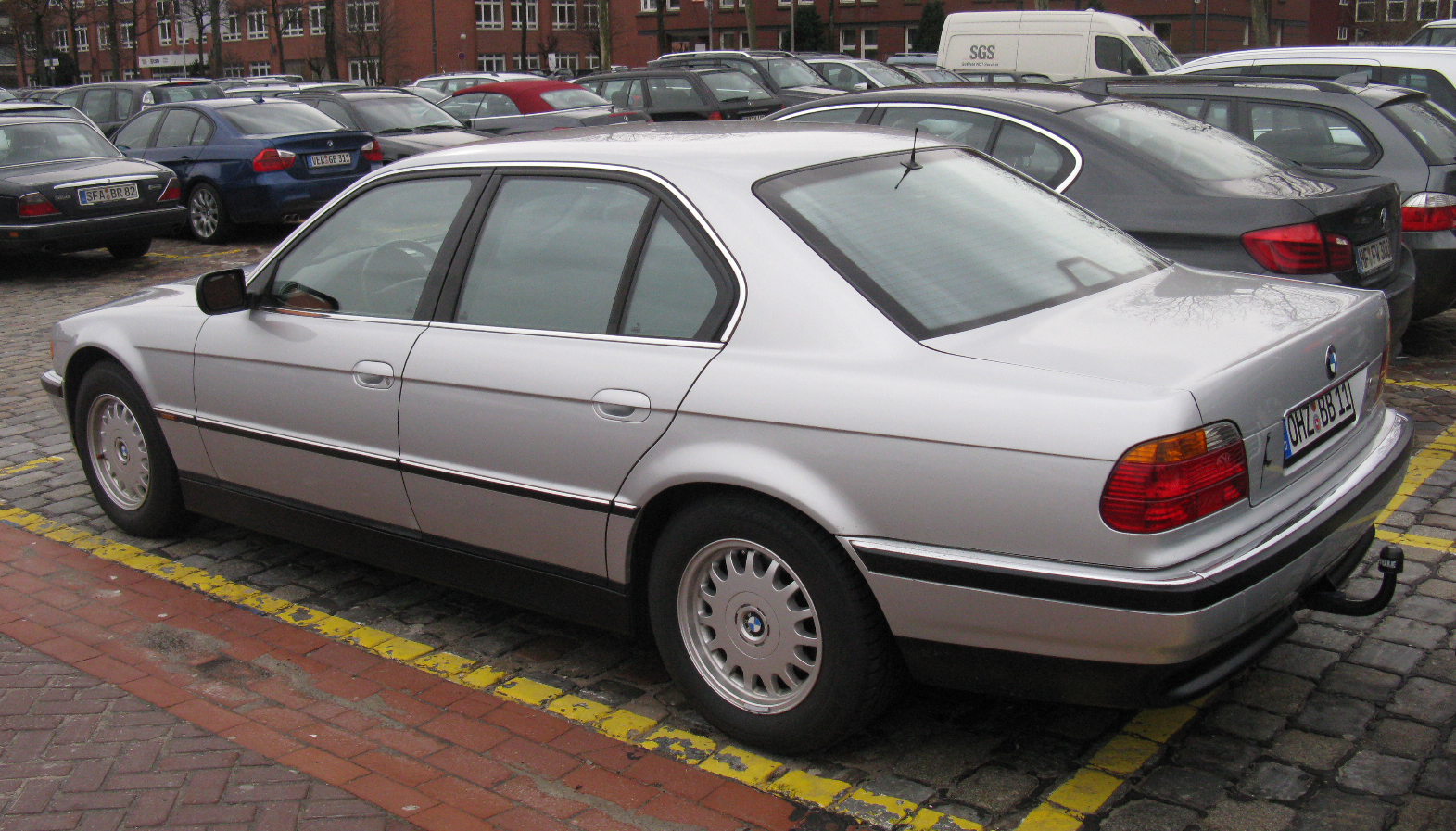
Vue arrière.
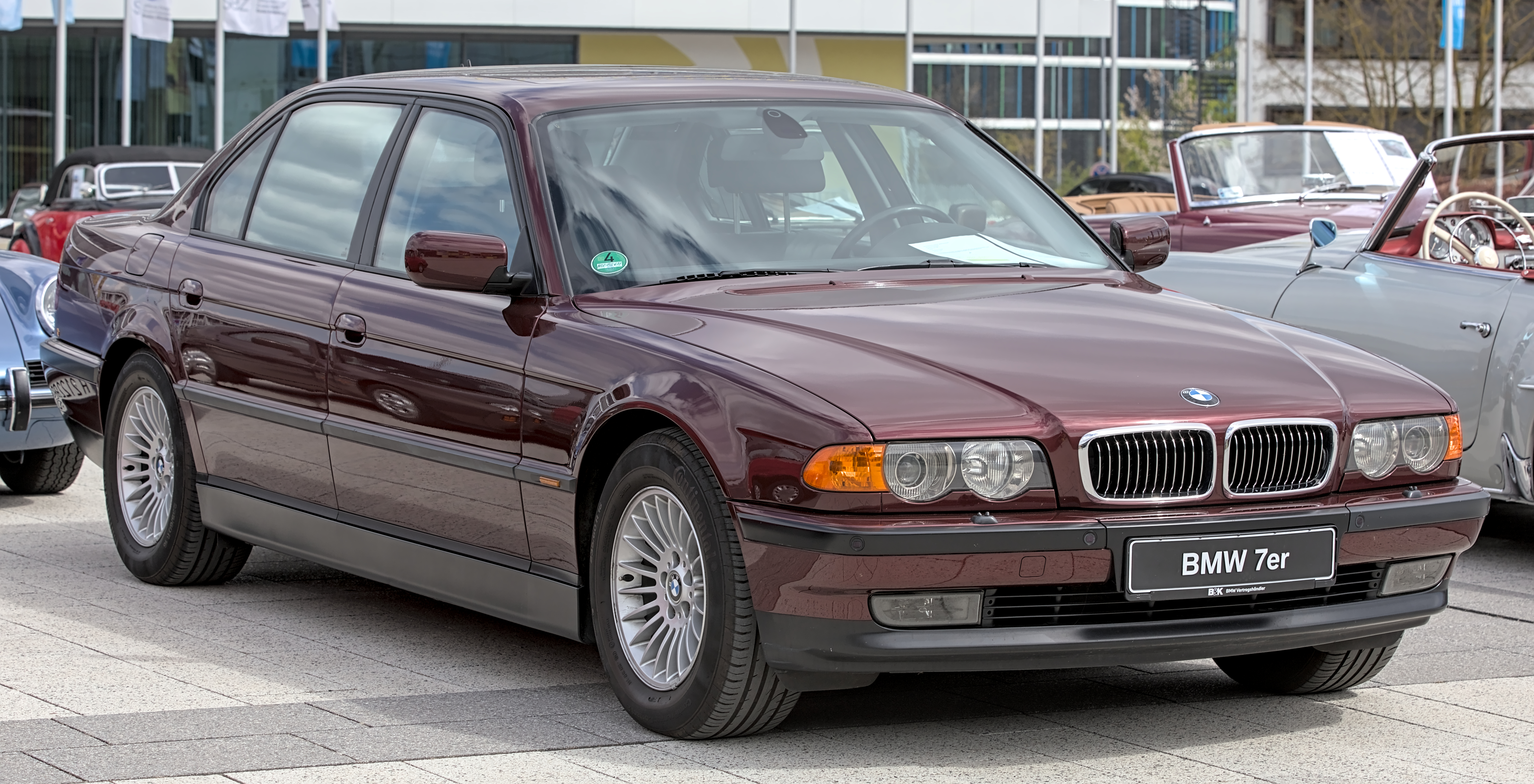
BMW 750iL.
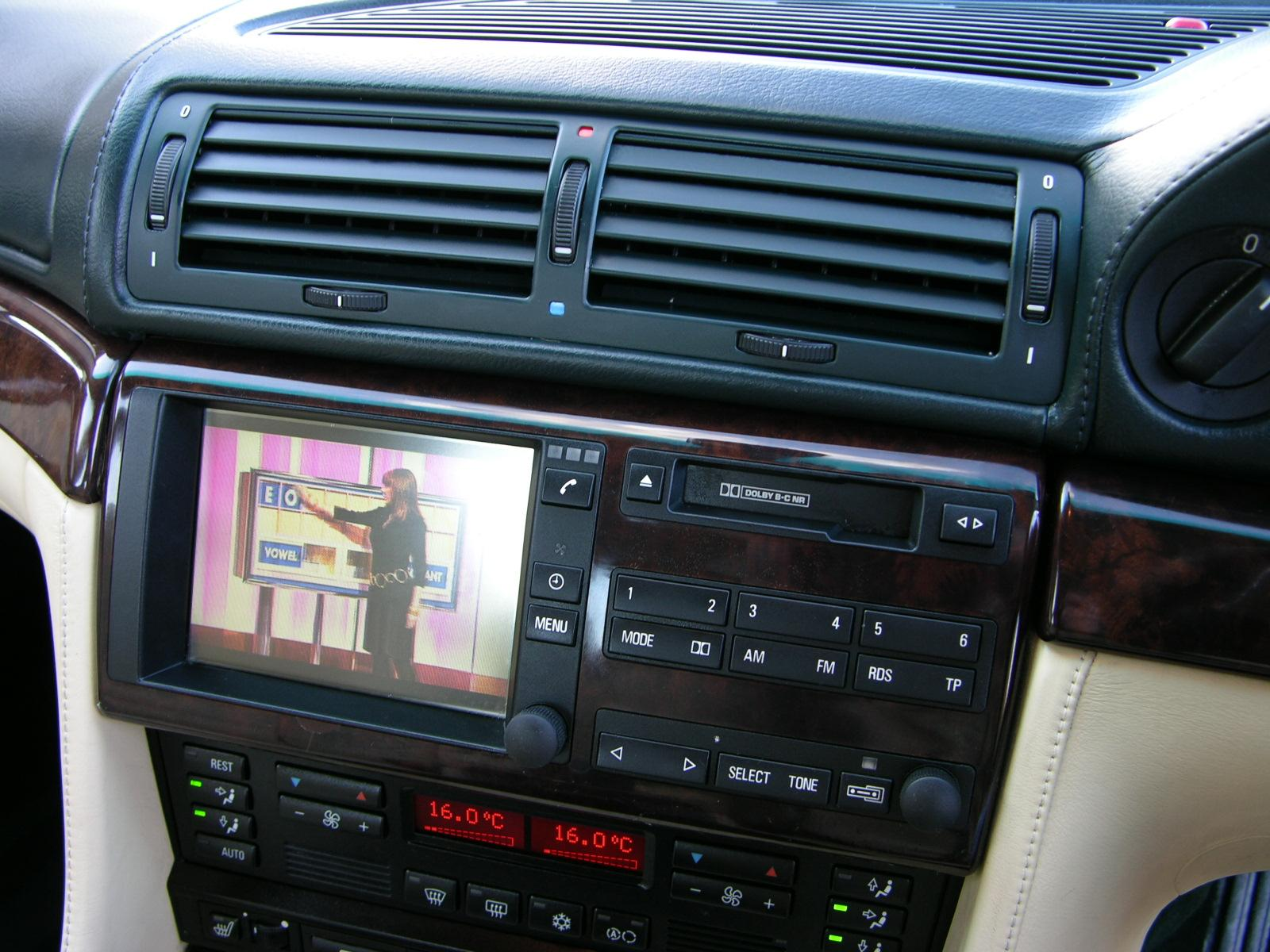
Moniteur de bord 4:3 avec fonction TV de la BMW E38.
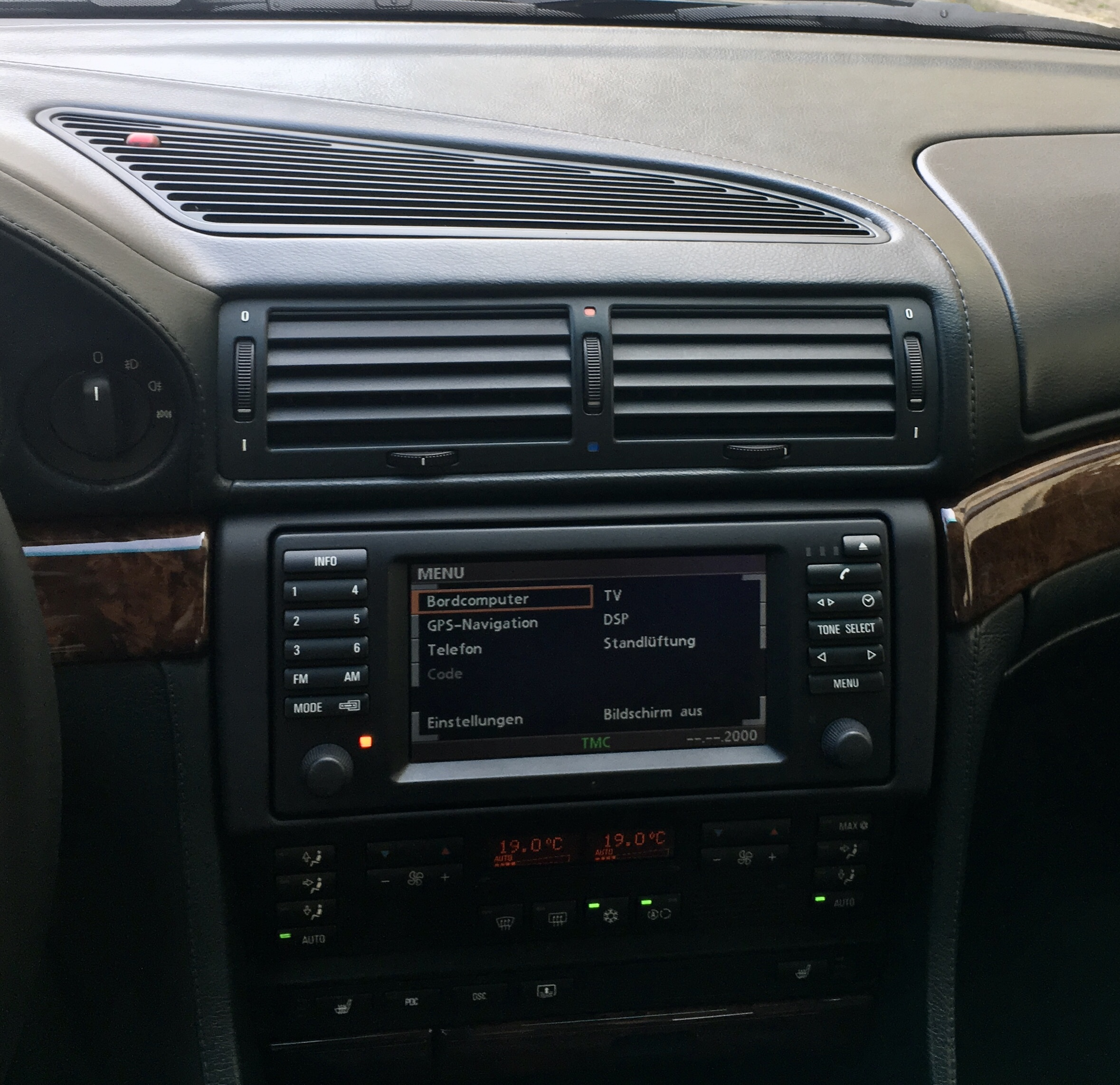
Navigation professionnelle 16-9.

### Équipement de sécurité
À partir de septembre 1996, l'équipement standard comprenait des airbags latéraux pour le conducteur et le passager avant. Les airbags de tête ITS, disponibles en option à partir de juin 1997, étaient un équipement standard à partir de septembre 1997. En septembre 1997, l'équipement standard a été élargi pour inclure des airbags latéraux pour l'arrière et des airbags de tête pour l'arrière au printemps 1999.

## Phase 2

### Extérieur

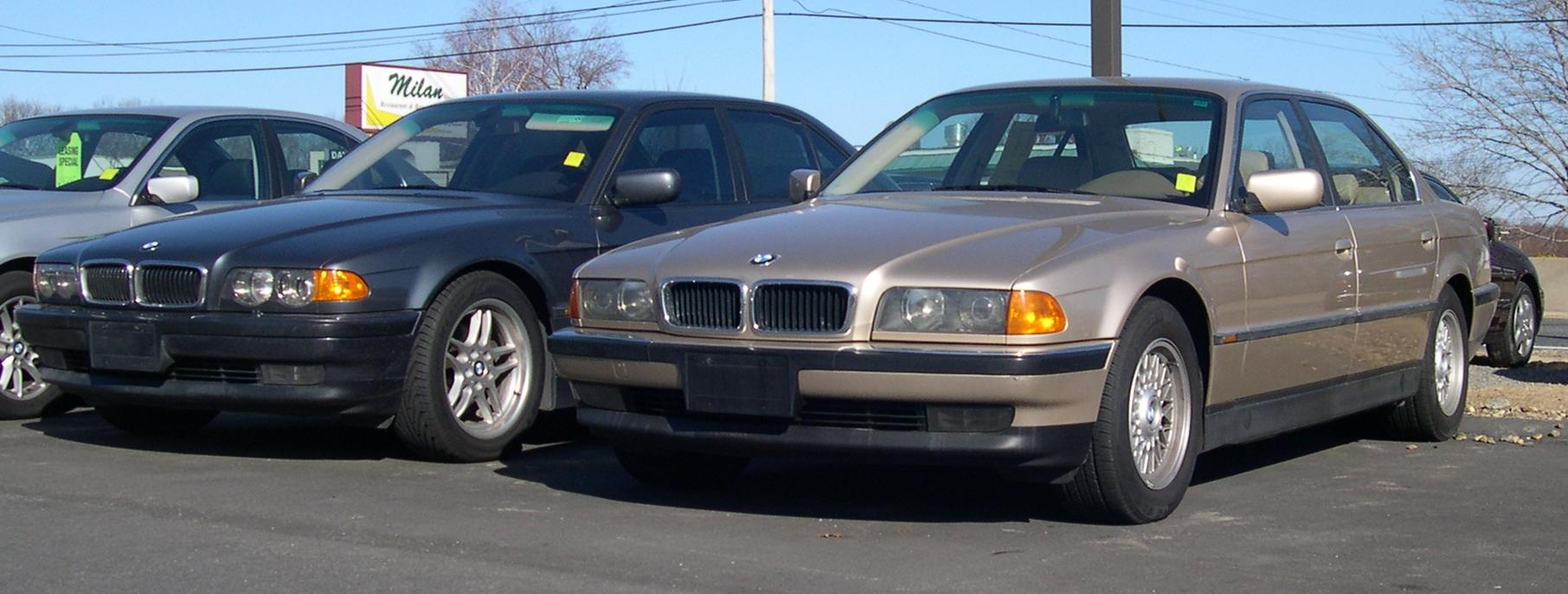
Une E38 phase 2 à droite et une phase 1 à gauche.

La phase 2 apparaît à l’automne 1998. Les phares sont légèrement redessinés, les clignotants deviennent plus fins et peuvent être choisis en blanc. Les entretoises verticales de la calandre sont désormais bombées, les feux arrière adoptent un verre clair et une baguette chromée apparaît sur le coffre. Les bas de caisse, auparavant noirs, peuvent être peints de la même couleur que le reste de la carrosserie.

### Technologie

#### Moteurs

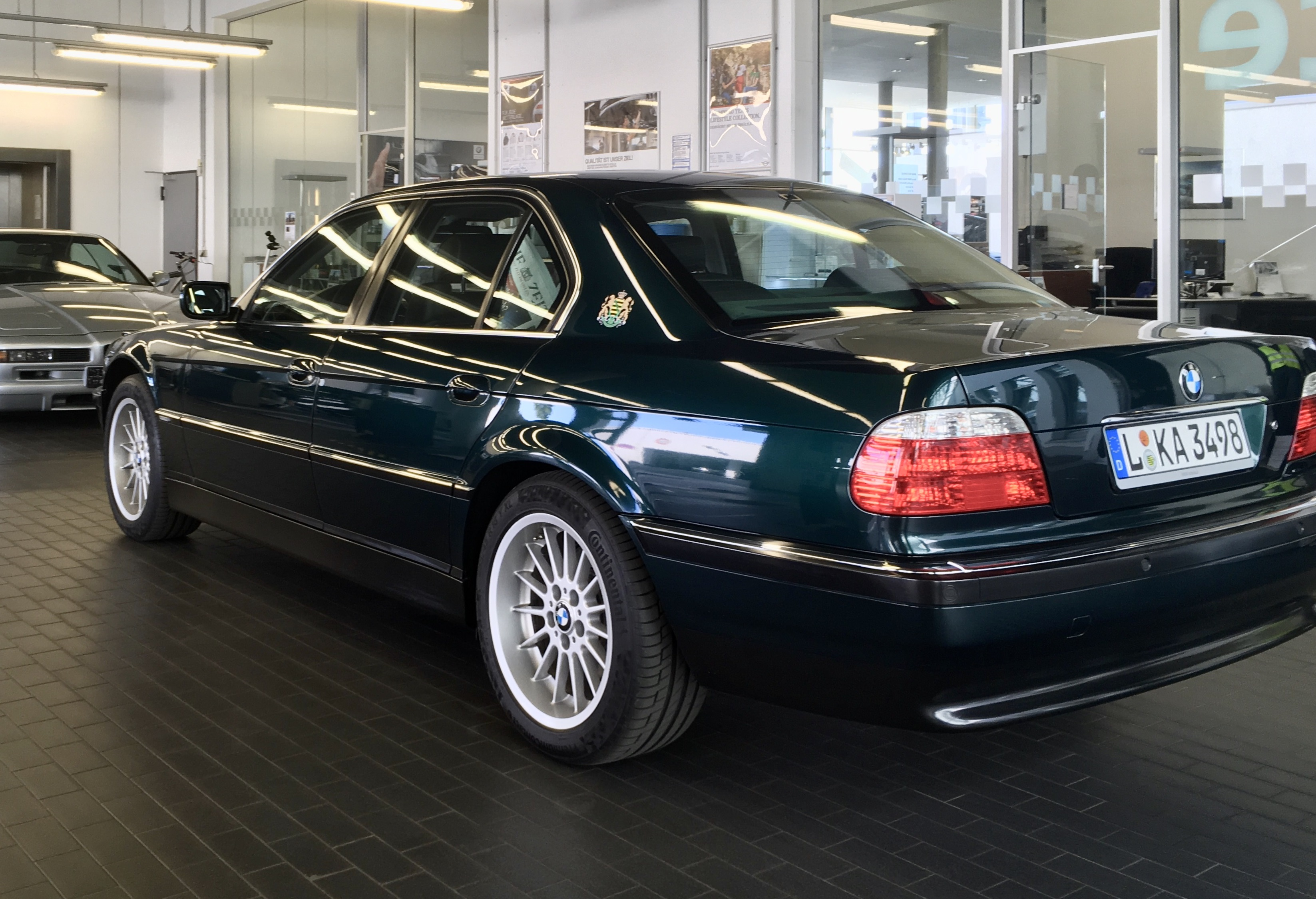
BMW E38 de 10/1998 à 07/2001 (Oxfordgrün-metallic)

La commande d'arbre à cames variable VANOS a été introduite pour les moteurs huit cylindres. Cela a augmenté la puissance de la 735i à 175 kW (238 ch) et le couple maximal à 345 N m. La puissance nominale de la 740i est restée inchangée à 210 kW (286 ch), le couple maximal a été porté à 440 N m. Dès lors, les 735i et 740i n'étaient fournies qu'avec la transmission automatique ZF 5HP24 à cinq vitesses. Le moteur six cylindres de la 728i a reçu un double VANOS. Nouveau dans la gamme, le modèle 730d avec un moteur diesel six cylindres à injection directe à rampe commune de 2,9 litres. Il délivrait initialement 135 kW (184 ch) et générait un couple maximal de 410 N m. Comme dans les 735i et 740i, le moteur était également lié à la boîte de vitesses 5HP24. À partir de l'automne 1998, la 725tds n'était proposée que sur quelques marchés.
À partir de mi-1999, la 740d était disponible avec un moteur diesel V8 biturbo à injection directe à rampe commune de 3,9 litres. Alors que sa puissance était donnée à 175 kW (238 ch) depuis son lancement sur le marché, elle a enfin été augmentée, à 180 kW (245 ch). Son couple était de 560 N m. Cela a fait de la 740d la voiture diesel la plus puissante du marché. Au printemps 2000, la puissance de la 730d a été portée à 142 kW (193 ch), tandis que le couple maximal est passé à 430 N m.

#### Équipements
Les modèles d'avril 1999 étaient désormais équipés de l'antenne « aileron de requin ». Les interrupteurs pour le chauffage des sièges avant et le réglage électrique de la hauteur du volant ont été revus. La fonction « éclairage domestique » était également disponible. En quittant la voiture, elle pouvait éclairer le chemin sous la porte. Depuis juin 2000, l'ordinateur de navigation "MK3" était disponible avec un nouveau moniteur de bord 16:9. Dès lors, le lecteur cassette était situé derrière l’écran qui pouvait être déplié électriquement.

#### Fin de la BMW E38

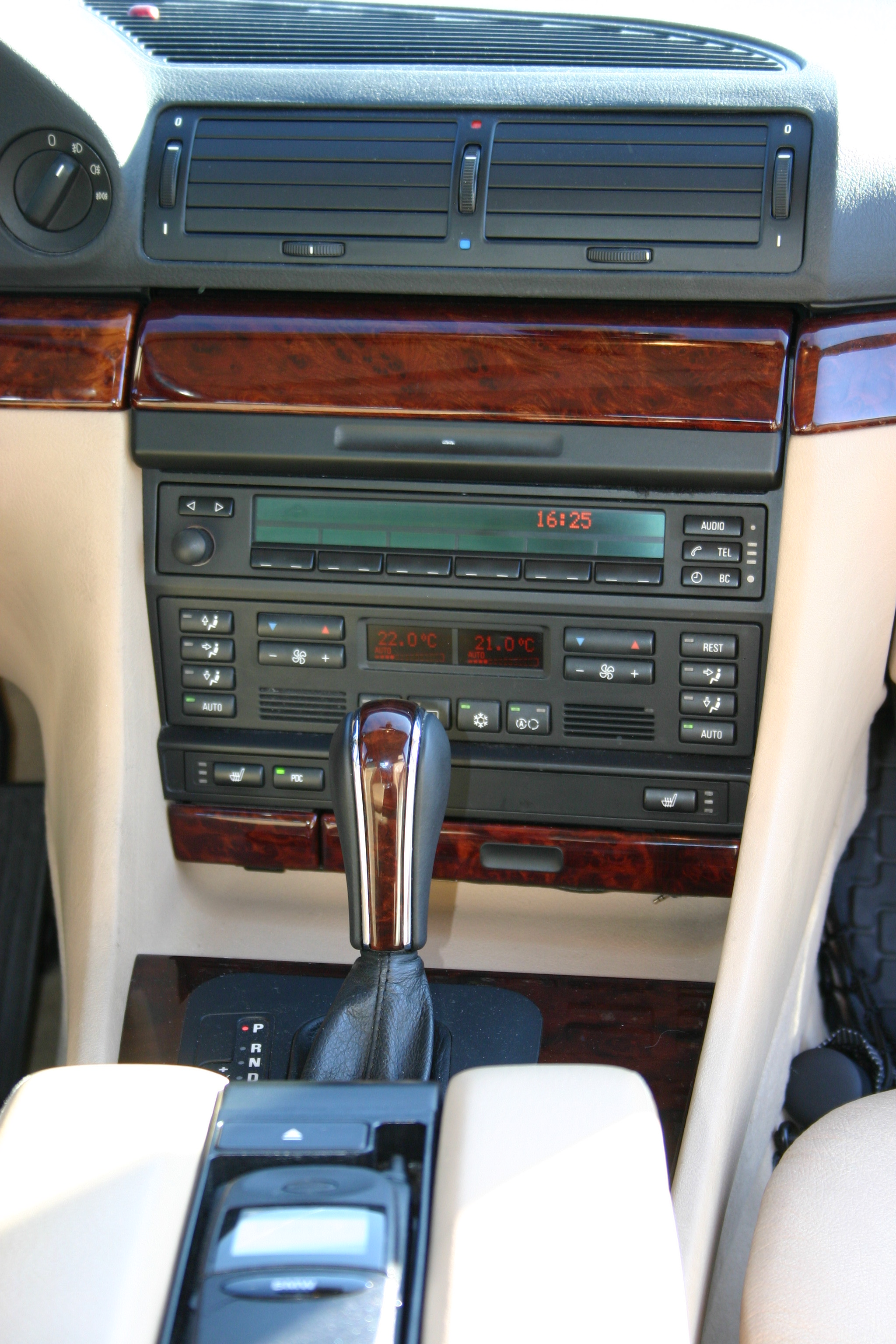
BMW E38 avec radio et écran multi-informations

La dernière BMW E38 est sortie de la chaîne de montage le 27 juillet 2001.

#### L’E38 dans la durée
L’E38 correspond à la ligne de design sportive et filigrane qui a caractérisé BMW pendant de nombreuses années. La successeur, la type E65, a suivi une conception différente et polarisante. C'est pourquoi l’E38 est communément appelée la dernière belle Série 7. Techniquement, cependant, il s'agit de la première Série 7 avec une électronique complexe, y compris le système de bus CAN. Avec le vaste équipement électrique (et de confort), l'E38 impose des exigences disproportionnées par rapport à sa prédécesseuse. Le châssis s'use relativement rapidement et l'essieu arrière multibras entraîne une augmentation des coûts de réparation. Contrairement aux transmissions manuelles solides, les transmissions automatiques sont parfois sujettes aux pannes à mesure qu'elles vieillissent. Les moteurs sont considérés comme solides, les besoins d'entretien augmentant avec le nombre des cylindres. Un point faible distinctif de la 740i est la pompe à huile, qui a tendance à se détacher. La protection contre la corrosion de l’E38 est bonne. La rouille a tendance à causer des problèmes dans la zone cosmétique, ainsi qu'aux extrémités des culbuteurs et au point de levage. L'approvisionnement en pièces de rechange est considéré comme bon.

## Variantes spéciales

### L7
À partir de 1997, BMW a fabriqué la L7. Celle-ci est basée sur la 750iL et a été allongée de 25 centimètres supplémentaires depuis le montant B au profit de l'arrière. Ainsi, la L7 était 39 centimètres plus longue que la version courte. Le prix de vente était de 246 000 Deutsche Mark. 899 exemplaires sont sortis de la chaîne de montage.

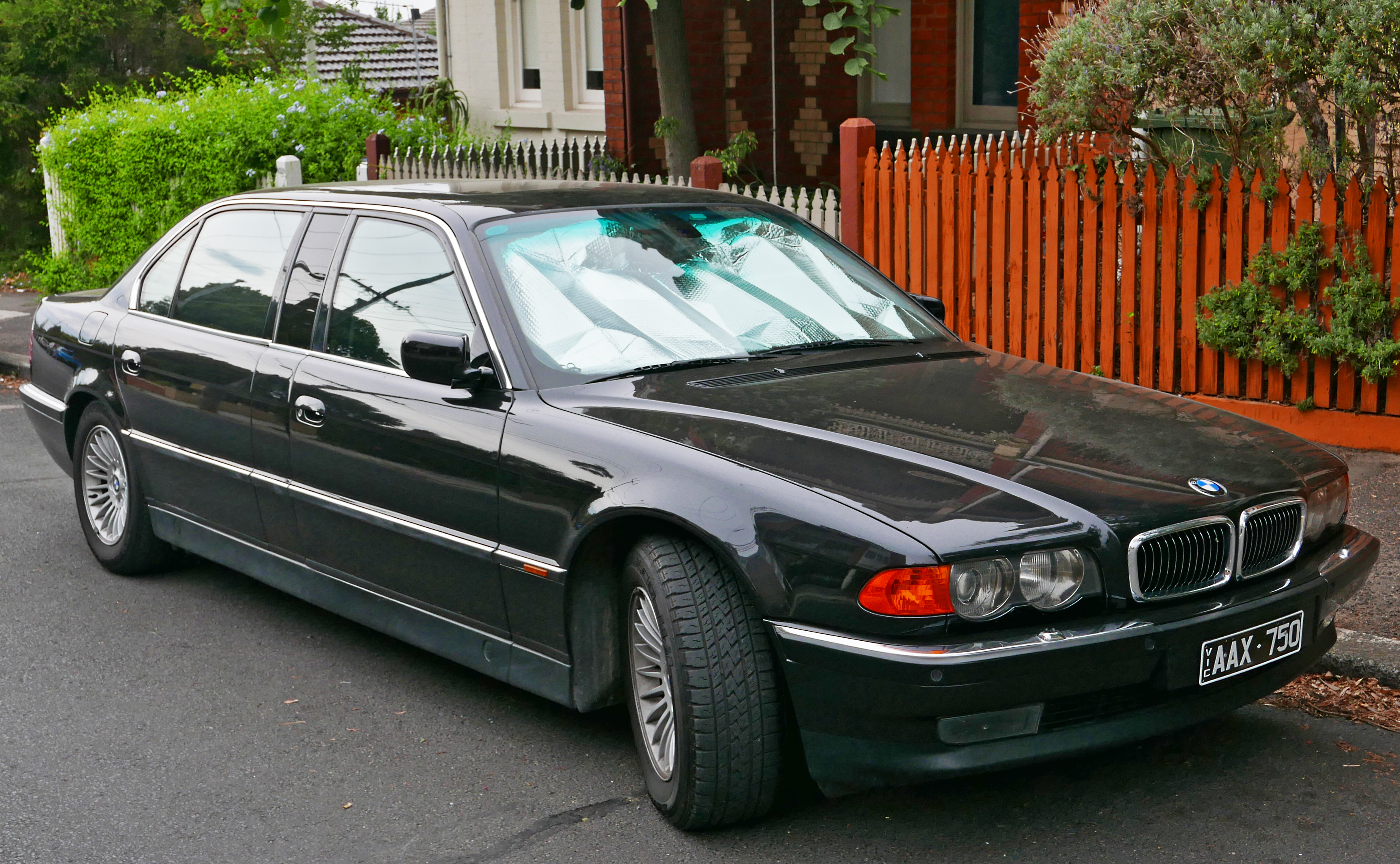
BMW L7 (1998–2001)
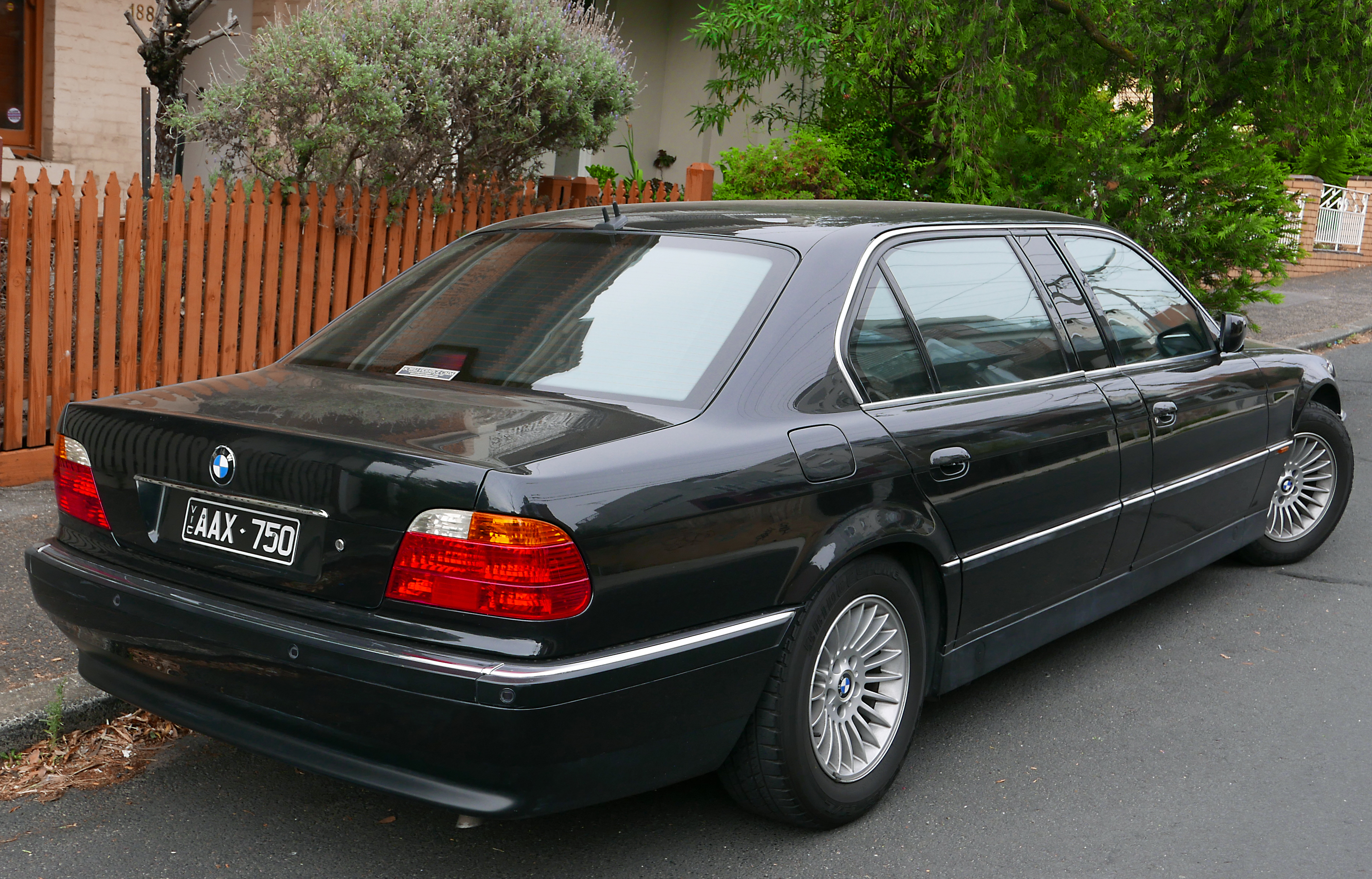
BMW L7 (1998–2001)
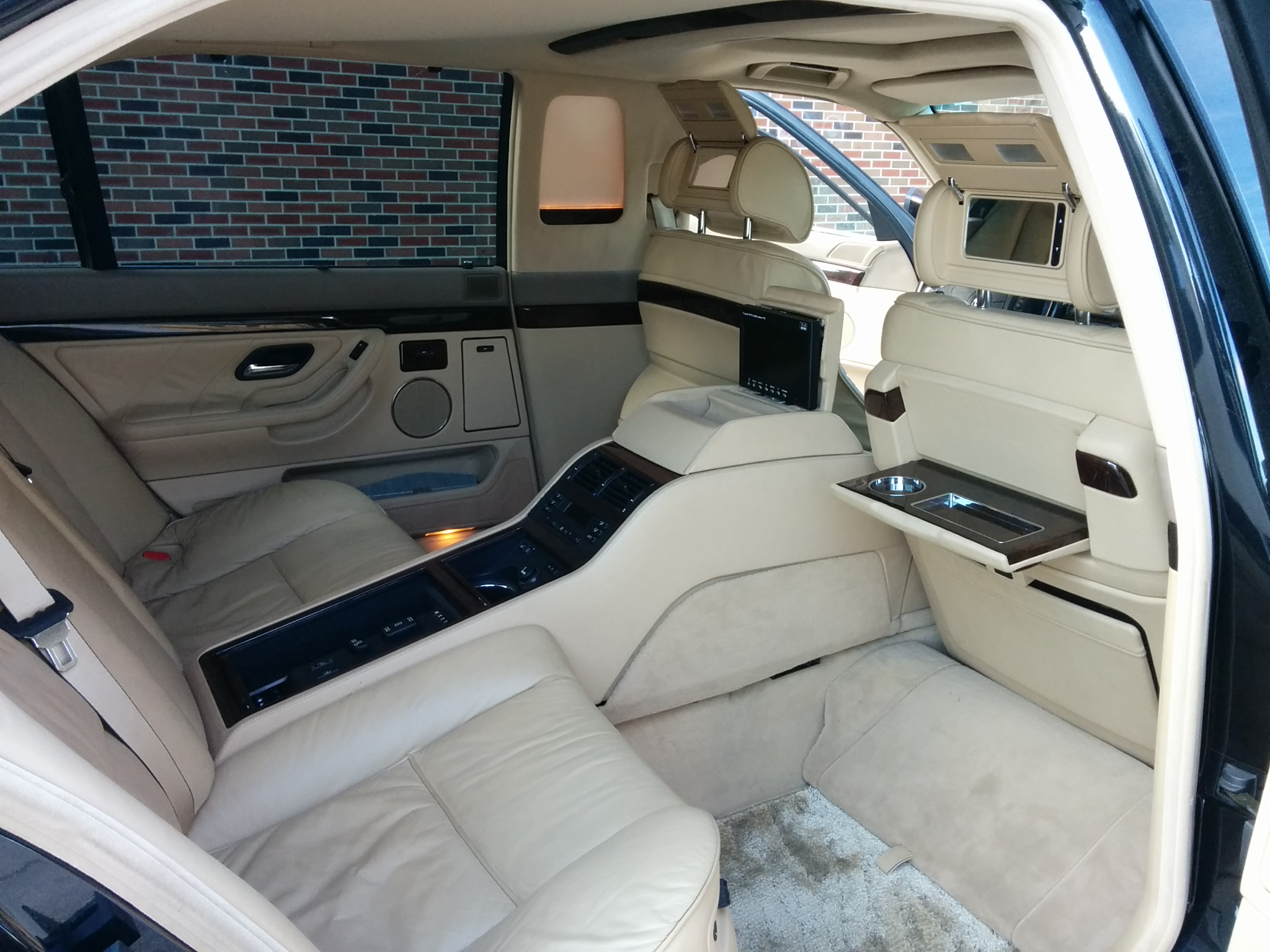
BMW L7, intérieur (1998–2001)

### Véhicules de sécurité
Au deuxième trimestre 1999, les ventes des véhicules de sécurité 740iL Protection Line et 750iL Protection Line ont commencé, avec des gilets pare-balles utilisant des tapis en fibre d'aramide et des vitrages de protection. Les mesures de protection supplémentaires ont entraîné un poids supplémentaire d'environ 145 kg. L'équipement de série comprend également des pneus anti-crevaison. La 750iL Security Line offre une protection encore plus grande.

## Voiture à hydrogène 750hL

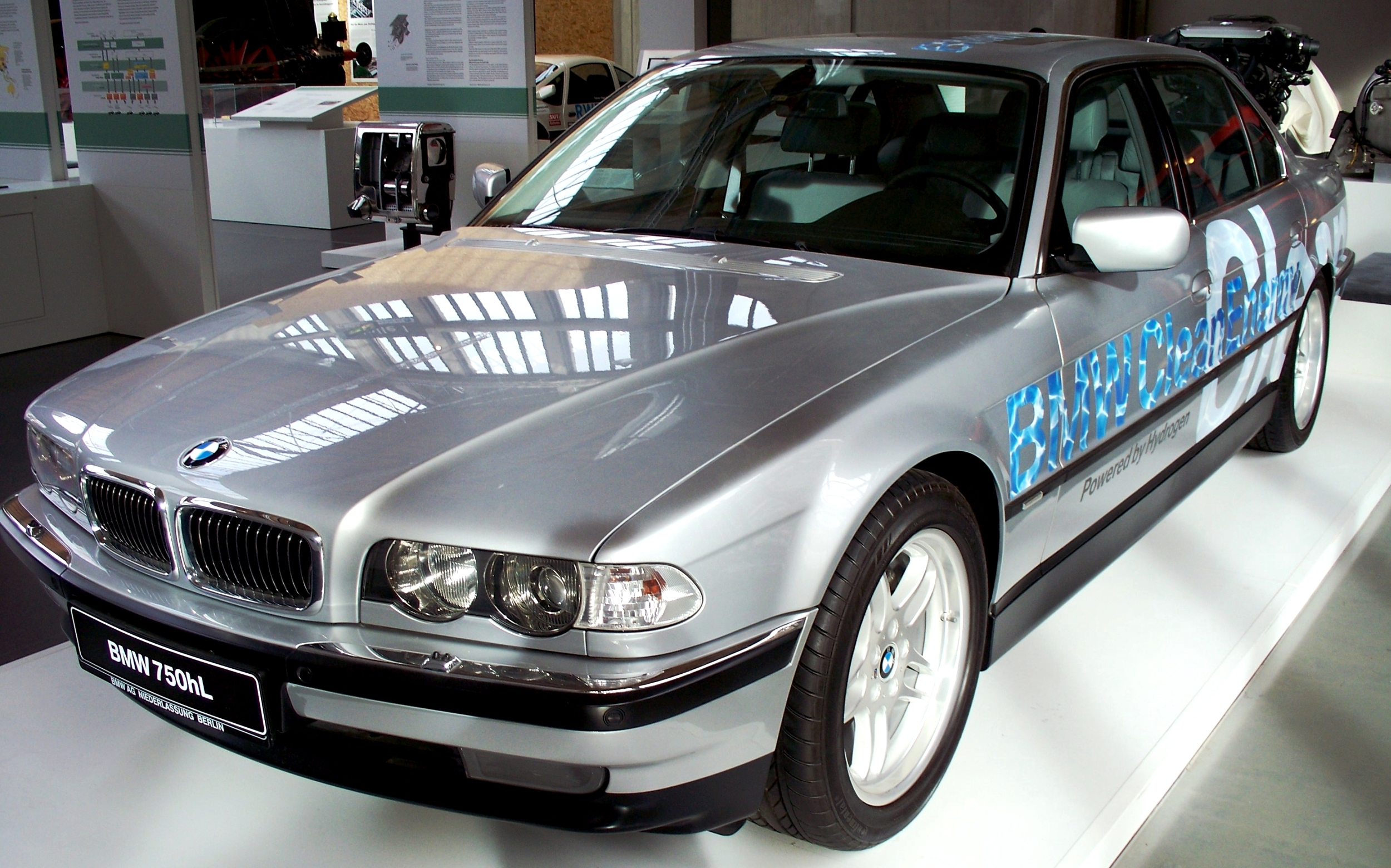
BMW 750hL

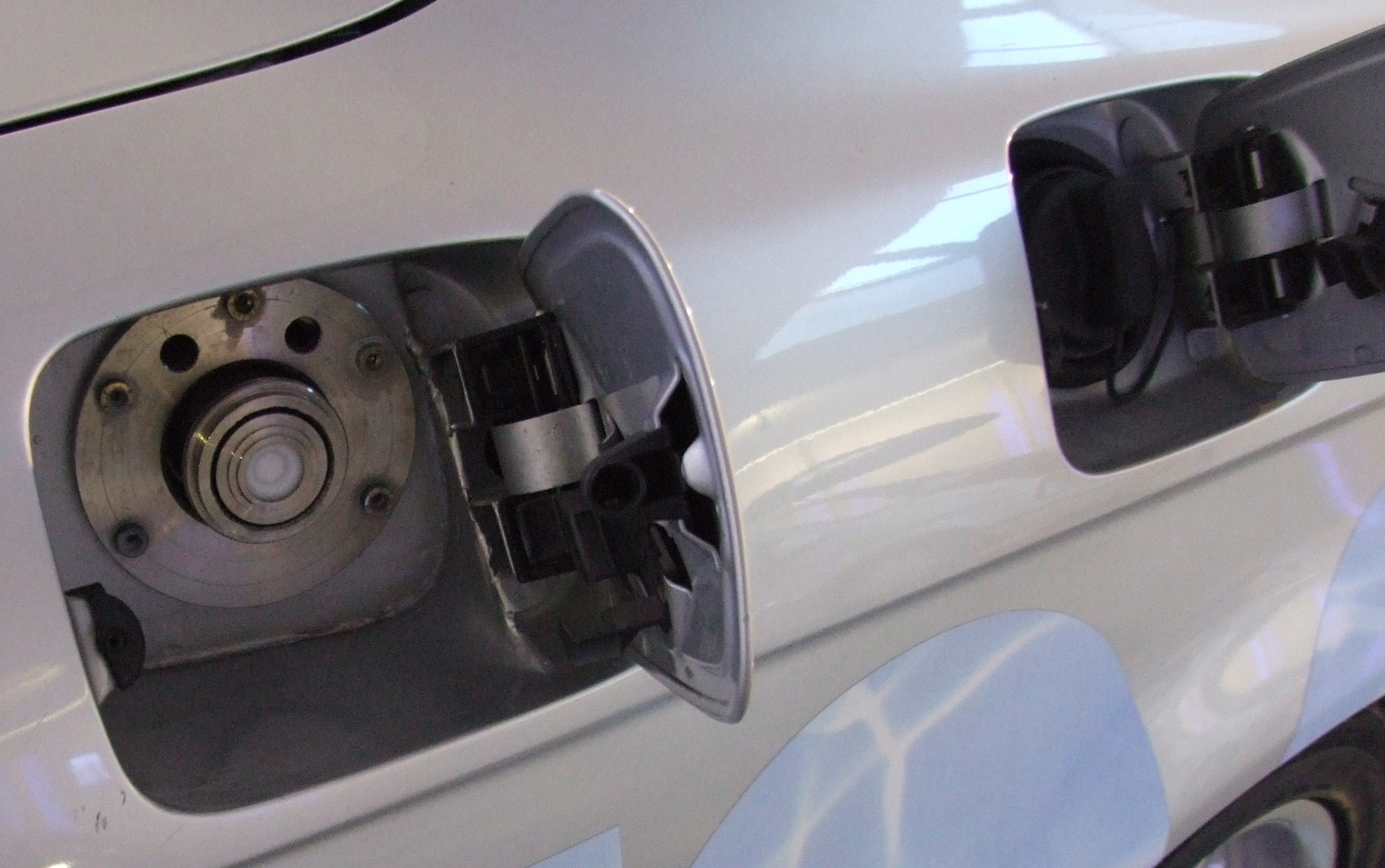
Goulotte de remplissage de l’hydrogène de la BMW 750hL

Le 11 mai 2000, BMW a présenté une flotte de 15 exemplaires de la voiture à hydrogène 750hL à Berlin,. BMW a décrit la 750hL comme étant «la première voiture à hydrogène de petite série au monde». Son moteur 12 cylindres à combustion interne et à hydrogène peut fonctionner à la fois à l'hydrogène et à l'essence. Lorsqu'elle fonctionne à l'hydrogène, elle délivre 150 kW (204 ch), accélère de 0 à 100 km/h en 9,6 secondes et atteint une vitesse de pointe de 226 km/h. La production du moteur à hydrogène a été intégrée à la production des moteurs standard à l'usine de Dingolfing. Il ne diffère essentiellement des moteurs essences conventionnelles que par le conduit d'admission avec des soupapes d'injection supplémentaires pour l'hydrogène. L'hydrogène est cryogéniquement stocké à une température de moins 253 degrés Celsius dans un réservoir en acier à double paroi derrière les dossiers des sièges arrière. Le réservoir d'hydrogène a une capacité de 140 litres et permet une autonomie supplémentaire de 350 kilomètres. De plus, la 750hL dispose d'une pile à combustible d'une puissance de 5 kilowatts à 42 volts. Celle-ci n'est pas utilisée comme unité d'entraînement, mais comme groupe auxiliaire de puissance (GAP) pour l'alimentation électrique du réseau de bord. Lors de l'Exposition universelle de 2000 à Hanovre, les véhicules ont été présentés et également utilisés en tant que navette,. De février à novembre 2001, les véhicules ont été présentés dans les villes de Dubaï, Bruxelles, Milan, Tokyo, Los Angeles et Berlin dans le cadre du "CleanEnergy WorldTour 2001". En novembre 2001, la 750hL avait parcouru plus de 150 000 kilomètres. Sur le Nürburgring-Nordschleife, la 750hL a réalisé un temps au tour de 9 minutes et 53 secondes en fonctionnant à l'hydrogène.

## BMW Alpina B12
Basé sur les BMW 750i et 750iL, Alpina Burkard Bovensiepen a développé la B12 5.7 en 1995 et la B12 6.0 en 1999. Contrairement aux BMW d'usine, ces modèles ne sont pas électroniquement limités à une vitesse maximale de 250 km/h, mais atteignent plutôt des vitesses maximales entre 280 km/h et 293 km/h. Selon Alpina, en 1995, la B12 5.7 a été la première automobile au monde à introduire de série un convertisseur catalytique métallique chauffé électriquement.
| Modèle  | Cylindrée | Cylindre | Puissance max.  | Couple max. | Période de construction | Véhicule de base |
| ------- | --------- | -------- | --------------- | ----------- | ----------------------- | ---------------- |
| B12 5,7 | 5 646 cm3 | 12       | 285 kW (387 ch) | 560 N m     | de 12/1995 à 08/1998    | 750i, 750iL      |
| B12 6,0 | 5 980 cm3 | 12       | 316 kW (430 ch) | 600 N m     | de 07/1999 à 07/2001    | 750i, 750iL      |
| Source  |           |          |                 |             |                         |                  |

## Inventaire en Allemagne
En Allemagne, le stock de BMW E32 est répertorié selon le fabricant, les numéros de code de type et la Kraftfahrt-Bundesamt. Les types avec moins de 100 véhicules ne sont pas représentés. Jusqu’en 2007, l’inventaire comprenait non seulement le nombre de véhicules immatriculés mais aussi le nombre de pertes temporaires. Depuis 2008, l’inventaire ne contient que les "véhicules dans le trafic" y compris les plaques d’immatriculation saisonnières.
| Chiffres du fabricant/Numéros des codes de type | Modèles | kW     | 1.1.2005 | 1.1.2006 | 1.1.2008 | 1.1.2009 | 1.1.2010 | 1.1.2011 | 1.1.2012 | 1.1.2013 | 1.1.2014 | 1.1.2015 | 1.1.2016 | 1.1.2017 | 1.1.2018 | 1.1.2019 | 1.1.2020 | 1.1.2021 | 1.1.2022 |
| ----------------------------------------------- | --- | ------ | -------- | -------- | -------- | -------- | -------- | -------- | -------- | -------- | -------- | -------- | -------- | -------- | -------- | -------- | -------- | -------- | -------- |
| 0005/543                                        | 730i, 730iL | 160    | 6.729    | 6.061    | 3.704    | 3.427    | 3.197    | 2.931    | 2.700    | 2.346    | 2.113    | 1.880    | 1.692    | 1.518    | 1.318    | 1.214    | 1.094    | 993      | 915      |
| 0005/544                                        | 740i, 740iL Cet utilisateur est un faux-nez créé par l'utilisateur (1). Il a été bloqué indéfiniment pour avoir contourné le blocage du compte principal effectué par un administrateur ou par décision du Comité d'arbitrage, ou bien pour avoir fait un usage clairement inapproprié de comptes multiples là où il n'y avait qu'un seul utilisateur. contributions — journaux — blocages | 210    | 5.895    | 5.208    | 3.557    | 3.347    | 3.119    | 2.866    | 2.611    | 2.296    | 2.040    | 1.820    | 1.634    | 1.436    | 1.312    | 1.167    | 1.074    | 989      | 924      |
| 0005/546                                        | 750i, 750iL, L7 | 240    | 5.558    | 5.219    | 3.824    | 3.570    | 3.360    | 3.075    | 2.809    | 2.517    | 2.275    | 2.050    | 1.891    | 1.761    | 1.609    | 1.470    | 1.378    | 1.323    | 1.267    |
| 0005/564                                        | 728i, 728iL | 142    | 14.401   | 13.456   | 9.968    | 9.439    | 9.023    | 8.668    | 8.126    | 7.505    | 6.895    | 6.396    | 5.902    | 5.411    | 4.939    | 4.516    | 4.107    | 3.787    | 3.462    |
| 0005/583                                        | 750iL Cet utilisateur est un faux-nez créé par l'utilisateur (2). Il a été bloqué indéfiniment pour avoir contourné le blocage du compte principal effectué par un administrateur ou par décision du Comité d'arbitrage, ou bien pour avoir fait un usage clairement inapproprié de comptes multiples là où il n'y avait qu'un seul utilisateur. contributions — journaux — blocages       | 240    | 137      | 108      |          |          |          |          |          |          |          |          |          |          |          | 3        | 6        | 5        | 5        |
| 0005/584                                        | 735i, 735iL | 173    | 4.642    | 4.303    | 3.088    | 2.920    | 2.736    | 2.588    | 2.384    | 2.147    | 1.942    | 1.776    | 1.611    | 1.467    | 1.294    | 1.168    | 1.045    | 949      | 869      |
| 0005/585                                        | 740i, 740iL Cet utilisateur est un faux-nez créé par l'utilisateur (3). Il a été bloqué indéfiniment pour avoir contourné le blocage du compte principal effectué par un administrateur ou par décision du Comité d'arbitrage, ou bien pour avoir fait un usage clairement inapproprié de comptes multiples là où il n'y avait qu'un seul utilisateur. contributions — journaux — blocages | 210    | 8.267    | 7.639    | 5.700    | 5.436    | 5.224    | 4.956    | 4.648    | 4.322    | 3.921    | 3.661    | 3.317    | 3.072    | 2.801    | 2.588    | 2.440    | 2.290    | 2.180    |
| 0005/589                                        | 725tds | 105    | 1.451    | 1.333    | 810      | 672      | 599      | 509      | 434      | 344      | 293      | 239      | 210      | 177      | 141      | 121      | 102      | 90       | 82       |
| 0005/635                                        | 730d | 135    | 2.292    | 2.049    | 1.269    | 1.084    | 930      | 810      | 687      | 564      | 471      | 404      | 335      | 274      | 221      | 181      | 147      | 129      | 115      |
| 0005/636                                        | 740d | 175    | 149      | 123      |          |          |          |          |          |          |          |          |          |          |          | 13       | 10       | 9        | 9        |
| 0005/640                                        | 735i, 735iL | 175    | 2.740    | 2.545    | 1.951    | 1.851    | 1.789    | 1.729    | 1.627    | 1.505    | 1.415    | 1.323    | 1.208    | 1.118    | 1.008    | 934      | 863      | 822      | 771      |
| 0005/656                                        | 740d | 180    | 1.961    | 1.774    | 1.085    | 927      | 814      | 682      | 578      | 505      | 420      | 361      | 307      | 259      | 221      | 182      | 157      | 143      | 132      |
| 0005/677                                        | 730d | 142    | 3.128    | 2.853    | 1.924    | 1.689    | 1.508    | 1.324    | 1.153    | 1.009    | 861      | 727      | 639      | 545      | 478      | 390      | 361      | 330      | 309      |
| Total                                           | |        | 57.350   | 52.671   | 36.880   | 34.362   | 32.299   | 30.138   | 27.757   | 25.060   | 22.646   | 20.637   | 18.746   | 17.038   | 15.342   | 13.947   | 12.784   | 11.859   | 11.040   |
| Source                                          | Source | Source | [ 26 ]   | [ 27 ]   | [ 28 ]   | [ 29 ]   | [ 30 ]   | [ 31 ]   | [ 32 ]   | [ 33 ]   | [ 34 ]   | [ 35 ]   | [ 36 ]   | [ 37 ]   | [ 38 ]   | [ 39 ]   | [ 40 ]   | [ 41 ]   | [ 42 ]   |

## Placement de produit

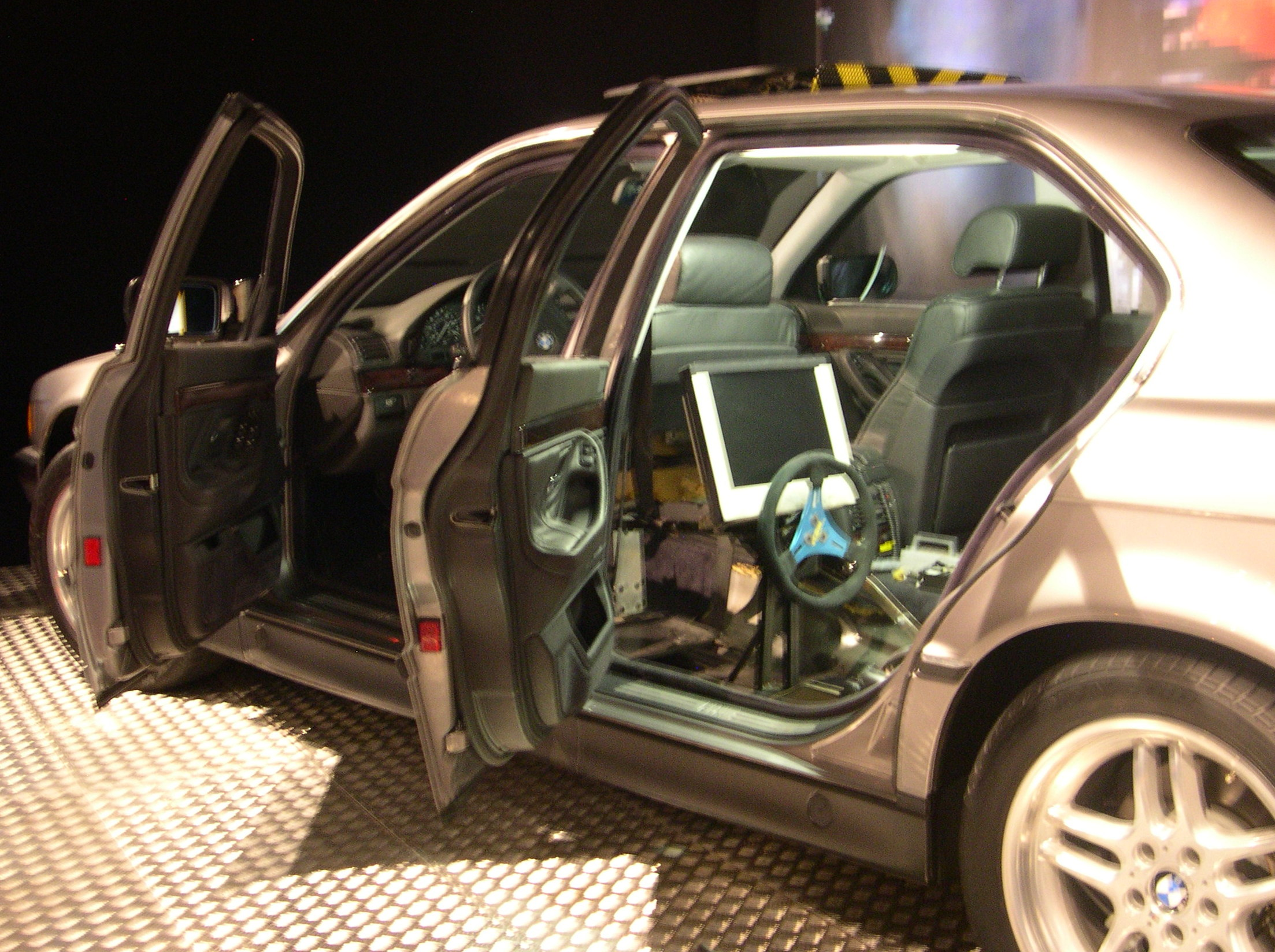
Modèle du film en exposition

Les modèles de cette Série 7 étaient souvent utilisés dans des productions télévisuelles ou cinématographiques. La 750i qui a été utilisé dans le film de James Bond Demain ne meurt jamais est devenue particulièrement connue. Pour le film, le véhicule était contrôlé via une télécommande; le véhicule utilisé pour le film a été largement reconstruit à cet effet.
Dans le film d'action Le Transporteur, le personnage principal conduit une BMW 735i. BMW a pris la décision consciente de placer ce modèle afin de stimuler les ventes à l'international. Cependant, une 750iL à transmission manuelle a effectivement été utilisée pour le tournage afin de rendre les scènes plus rapides.
De plus, une BMW 750iL a été utilisée dans le road movie d'action russe Boumer, qui donne également son nom au film (Boumer est un terme russe familier pour les véhicules BMW).